# Квічаль рудобровий
Квіча́ль рудобровий (Ixoreus naevius) — вид горобцеподібних птахів родини дроздових (Turdidae). Мешкає в Північній Америці. Це єдиний представник монотипового роду Рудобровий квічаль (Ixoreus).

## Опис

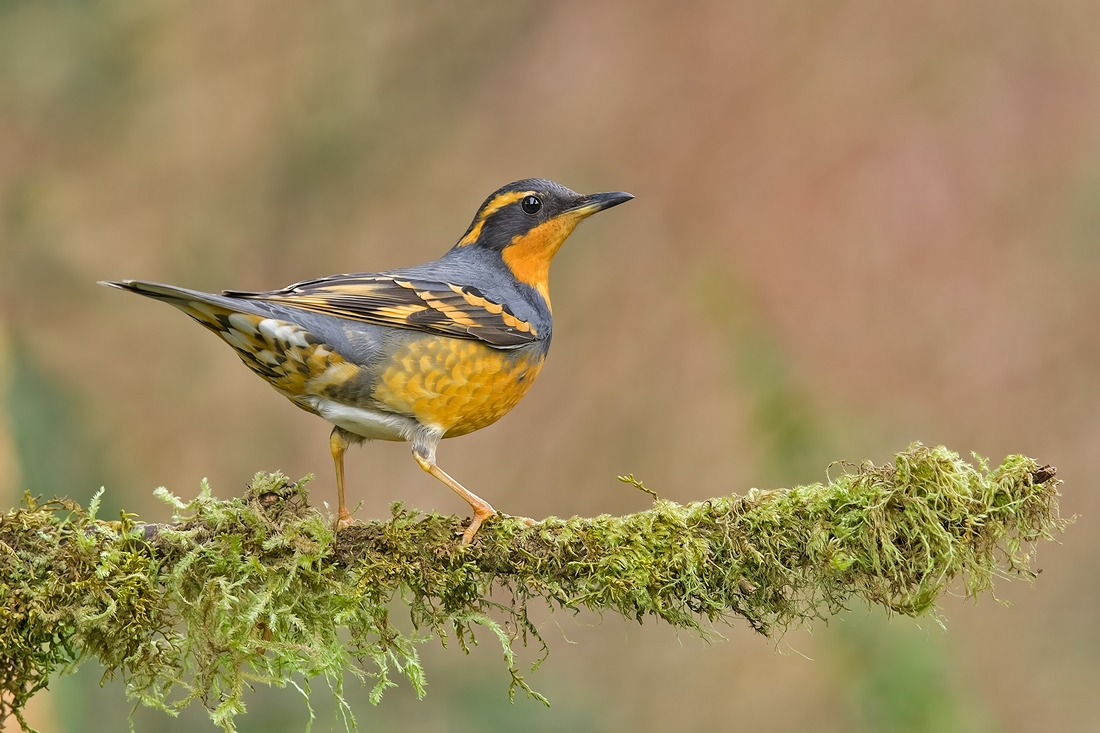
Самець рудобрового квічаля

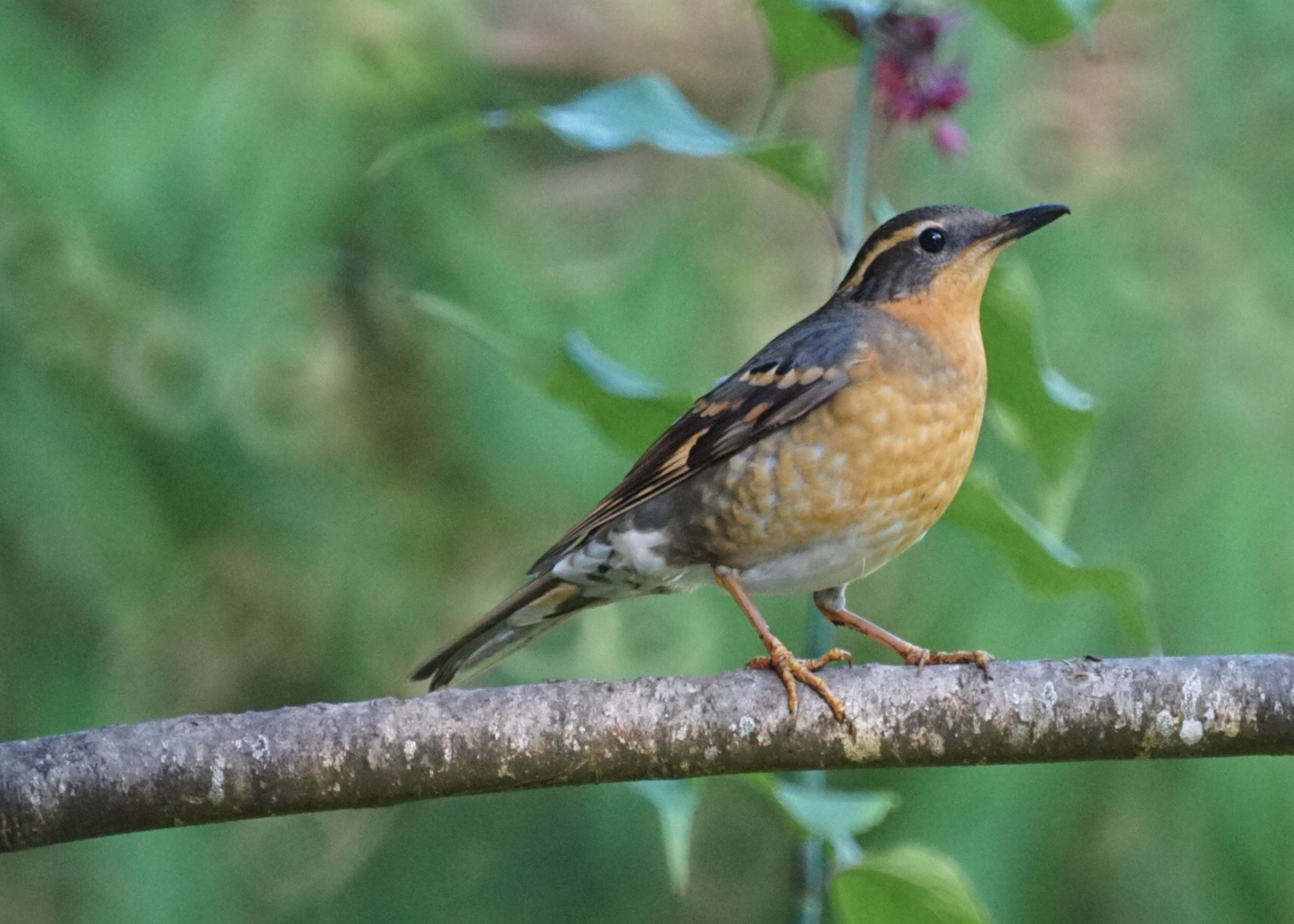
Самиця рудобрового квічаля

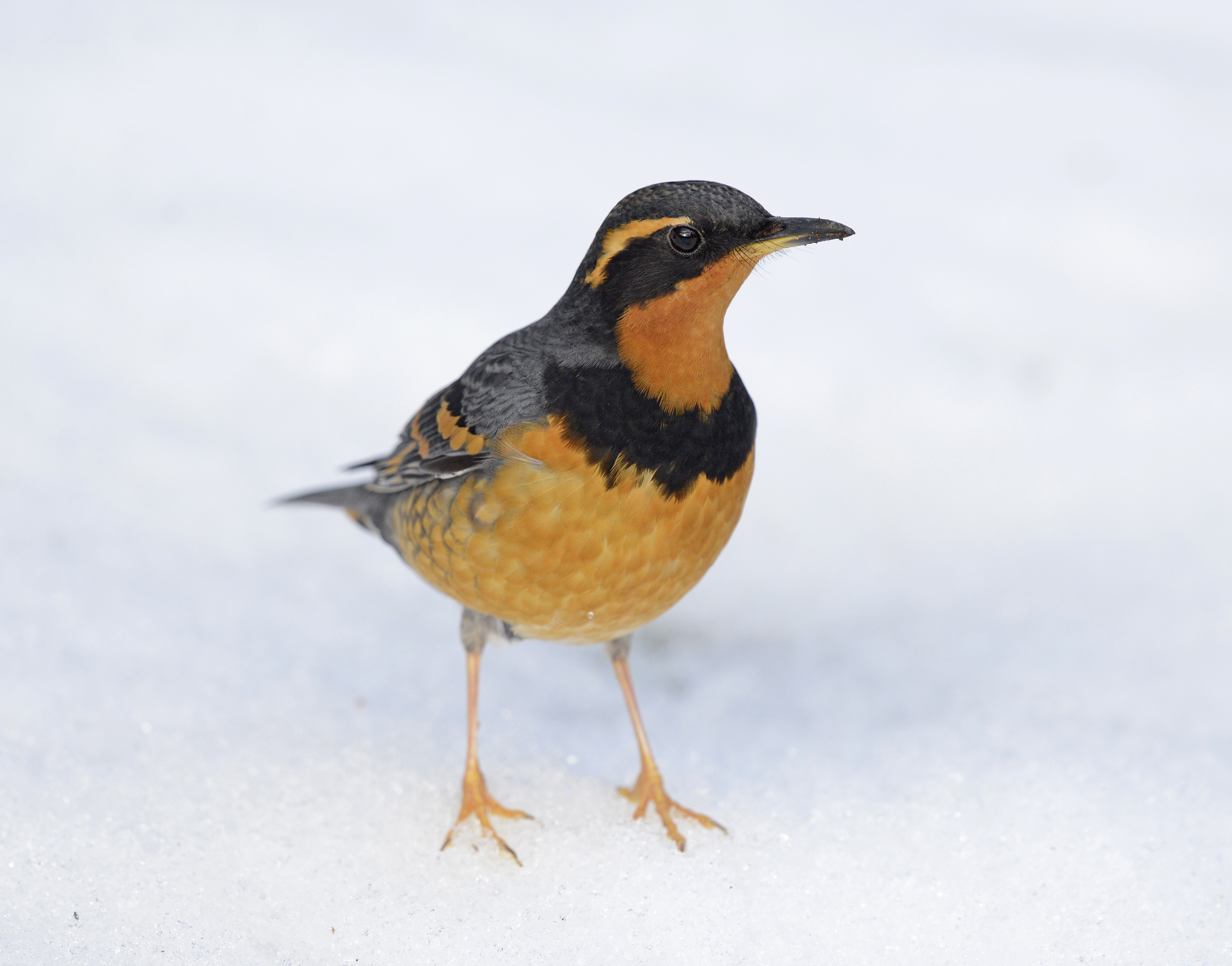
Рудобровий квічаль

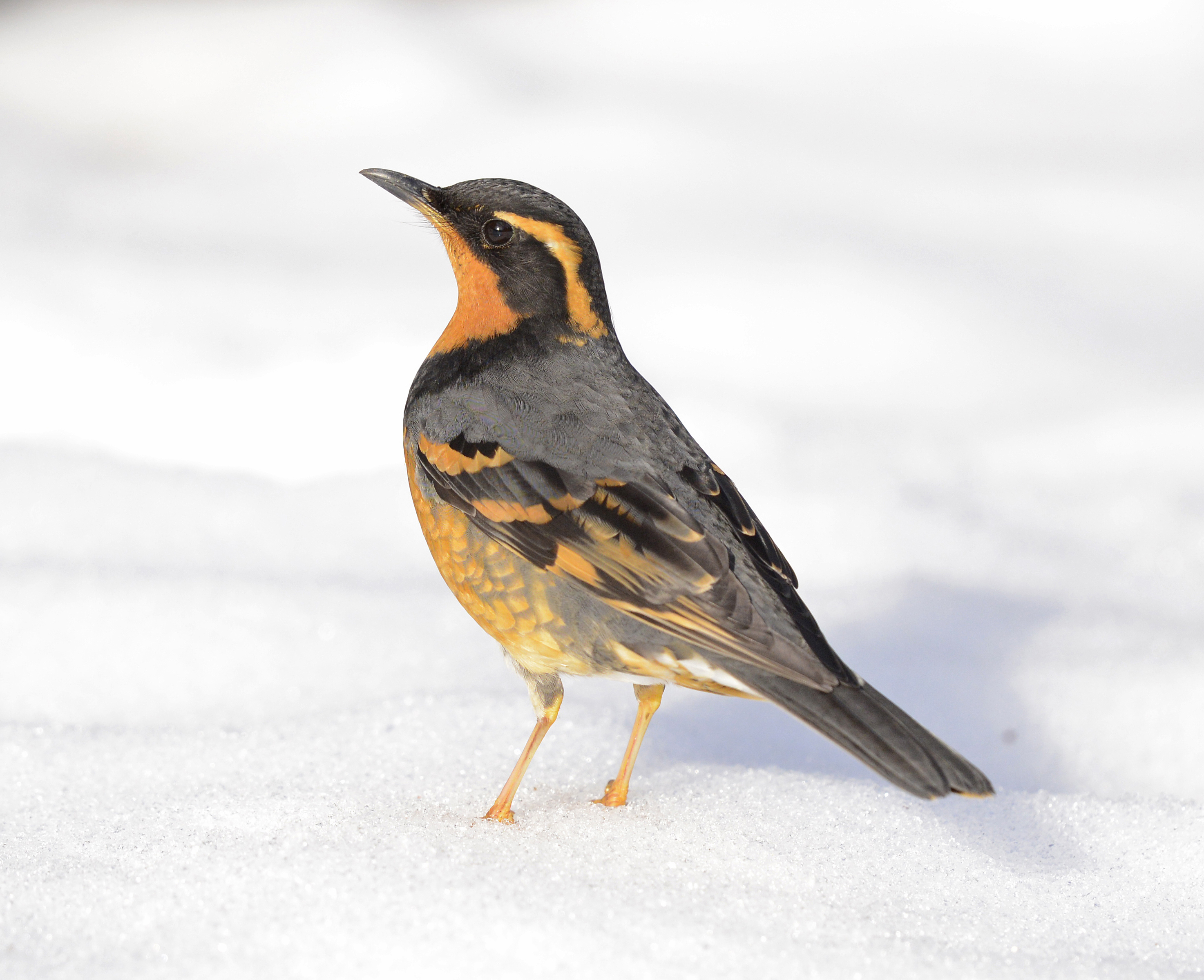
Рудобровий квічаль

Довжина птаха становить 20-26 см, розмах крил 34-42 см, вага 65-100 г. Довжина крила становить 11,8-13,6 см, довжина дзьоба 18-23 мм, довжина цівки 29-33 мм. У самців під час сезону розмноження тім'я і потилиця пурпурово-чорні. Від очей до потилиці ідуть широкі, яскраві, оранжево-коричневі "брови". Лоб чорний, від дзьоб через очі ідуть широкі чорні смуги. Горло і верхня частина грудей оранжево-коричневі, живіт світліший, гузка і нижні покривні пера хвоста білуваті. На грудях є широка чорна смуга, на махових перах є темні смуги. Хвіст пурпурово-чорний. Очі темно-карі, дзьоб темно-сірий, лапи охристі або коричневі. Самиці мають дещо менш яскраве забарвлення, смуги через очі у них блідо-пурпурово-чорні, "комір" на грудях у них сіруватий, нижня частина тіла більш бліда. Молоді птахи мають ще менш яскраве, переважно буре забарвлення, на крилах у них є дві оранжеві смуги.

## Підвиди
Виділяють чотири підвиди:
- I. n. meruloides (Phillips, AR, 1991) — південна Аляска і північно-західна Канада;
- I. n. naevius (Phillips, AR, 1991) — від південно-східної Аляски і західної Канади до північного заходу США;
- I. n. carlottae (Phillips, AR, 1991) — архіпелаг Хайда-Гваї;
- I. n. godfreii (Sclater, PL, 1859) — внутрішні райони західної Канади і північного заходу США (Колумбійське плато між Скелястими і Каскадними горами).

## Поширення і екологія
Рудоброві квічалі гніздяться на Алясці, на заході Канади та на північному заході Сполучених Штатів Америки. Більшість популяцій взимку мігрують на південь, досягаючи Каліфорнії і півночі Баха-Каліфорнії. Деякі південні популяції, а також популяції, що мешкають на узбережжі і островах Британської Колумбії та в районі Аляскинської затоки є осілими або мігрують в долини. Деякі птахи трапляються на сході континенту, окремі бродячі особини спостерігалися у Великий Британії, Ісландії, на Бермудських та на Оркнейських островах. Рудоброві квічалі живуть в підліску вологих хвойних і мішаних лісів, зокрема в дощових лісах, в тайзі, на узліссях, в парках і садах, іноді трапляються в тундрі.

## Поведінка
Рудоброві квічалі влітку живлятьсяпереважно комахами та іншими безхребетними, взимку велику роль в їх раціоні відіграє насіння, ягоди і жолуді. Протягом року вони споживають різноманітні ягоди, зокрема сніжноягідником, Vaccinium parvifolium, Lonicera hispidula, Arbutus menziesii, Rubus spectabilis, Rubus parviflorus
Взимку вони зустрічаються невеликими, розрідженими зграйками до 20 птахів, під час сезону розмноження зустрічаються парами і демонструють територіальну поведінку. Рудоброві квічалі є моногамними птахами. Гніздо будується самиею, воно має чашоподібну форму, робиться з гілочок, кори і трави, встелюється м'якою травою. В клалці від 3 до 4 блідо-блакитних яєць, іноді легко поцяткованих коричневими плямками. Інкубаційний період триває 14 днів, насиджують лише самиці. Пташенята покидають гніздо через 13-15 днів після вилуплення.